# Vogelfelsen (Steinwald)
Der Vogelfelsen ist eine 620 m ü. NHN hohe markante Felsformation im westlichen Steinwald im oberpfälzischen Landkreis Tirschenreuth. Gemäß seiner Beschreibung zeigen die massigen Felsen aus fein- bis mittelkörnigem Granit Wollsackverwitterungen.

## Aufbau
Der Felsen liegt zwischen Pfaben und dem Tal der Fichtelnaab an einem Westhang. An seiner höchsten Stelle ist er 22 Meter hoch. Er ist in der Mitte gespalten und besteht dadurch aus zwei Teilen. Der westliche Teil trägt ein Gipfkreuz, welches nur von Kletterern erreicht werden kann. Der andere Teil des Felsens kann auch ohne Sicherung bestiegen werden. Von dort hat man einen weiten Ausblick.

## Wandern
Vom Wanderparkplatz des Bergdorfs Pfaben (715 m ü. NHN) führt ein ausgeschilderter Wanderweg über den Räuberfelsen zum Vogelfelsen. Dieser wird ebenfalls von einem Wanderparkplatz aus dem Fichtelnaabtal angegangen. Zusammen mit dem Räuberfelsen und dem Ratfelsen gibt es hier drei Felsen, die oft Teil einer Wanderung sind. Das Gasthaus „Zoigl am Räuberfelsen“ bietet eine Einkehrmöglichkeit für Wanderer. Einige setzen ihre Tour in Richtung Zipfeltannenfelsen fort.

## Klettern
Nur wenige Felsen dürfen von Kletterern genutzt werden. Auf dem Vogelfelsen gibt es 26 Kletterrouten. 10 Routen sind leichter als die Schwierigkeitsstufe 5+, 15 sind zwischen den Stufen 6- und 8+ und eine Route hat den Schwierigkeitsgrad 9.